# Copa Suruga Bank de 2018
A Copa Suruga Bank de 2018 foi a 11.ª edição da competição anual de futebol realizada entre a Confederação Sul-Americana de Futebol (CONMEBOL) e a Japan Football Association (JFA).

## Participantes
| Instituição | Equipe        | Classificação                            | Participação |
| ----------- | ------------- | ---------------------------------------- | ------------ |
| JFA         | Cerezo Osaka  | Campeão da Copa da Liga Japonesa de 2017 | 1ª           |
| CONMEBOL    | Independiente | Campeão da Copa Sul-Americana de 2017    | 2ª           |

## Final
| 8 de agosto | Cerezo Osaka | 0 – 1 | Independiente | Estádio Nagai, Osaka |
| (UTC+9)     |              |       | Romero 28'    |                      |

| Cerezo Osaka | Independiente |

## Premiação
| Copa Suruga Bank de 2017          |
| --------------------------------- |
| Independiente Campeão (1º título) |